# Dąbrówka Królewska
Dąbrówka Królewska – wieś w Polsce położona w województwie kujawsko-pomorskim, w powiecie grudziądzkim, w gminie Gruta.

## Podział administracyjny

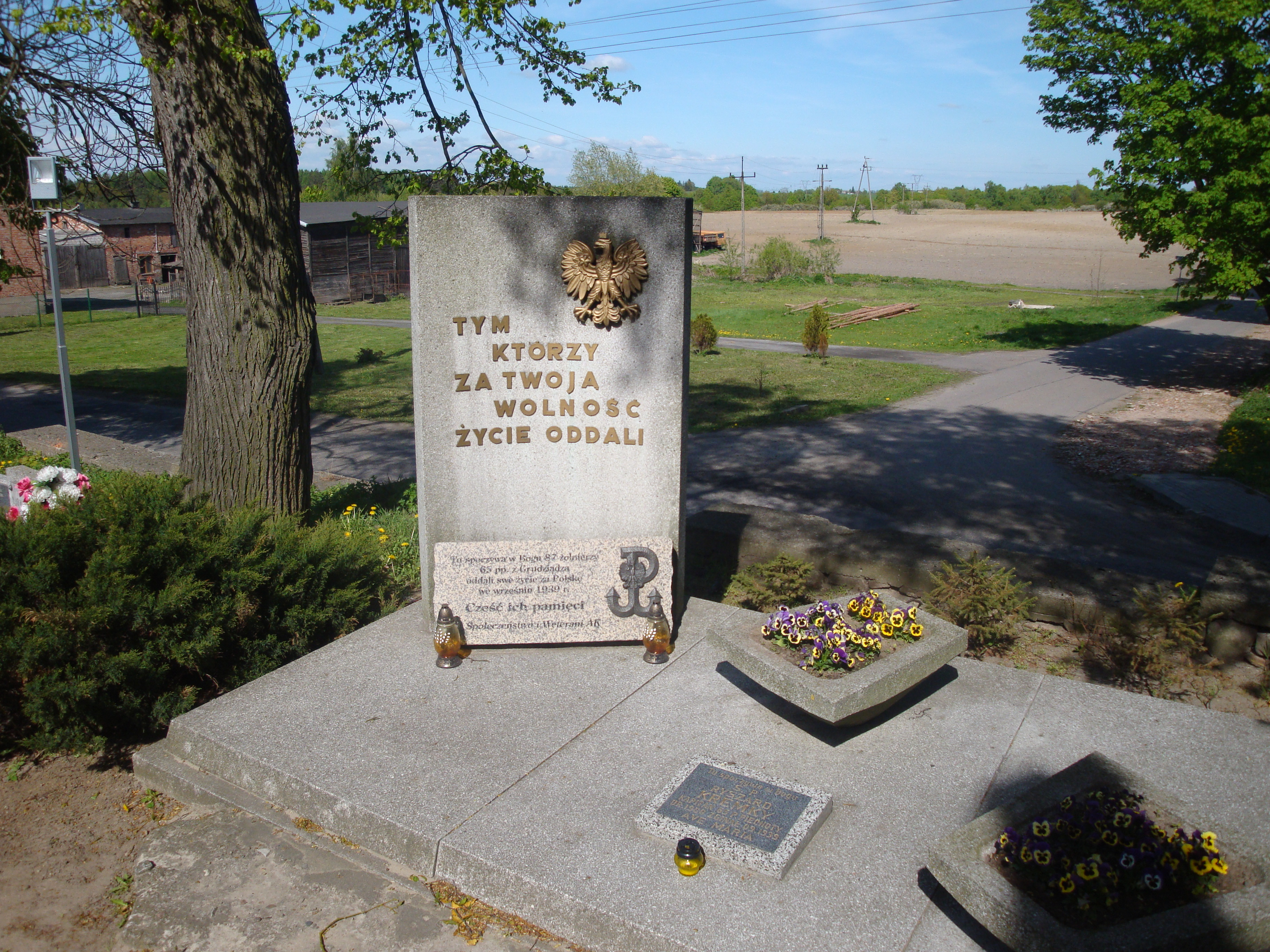
Pomnik żołnierzy poległych 2 września 1939

W latach 1975–1998 miejscowość administracyjnie należała do województwa toruńskiego.

## Demografia
Według Narodowego Spisu Powszechnego (III 2011 r.) wieś liczyła 642 mieszkańców. Jest trzecią co do wielkości miejscowością gminy Gruta.

## Historia i zabytki
Wieś wzmiankowana w 1291 roku – lokowana na prawie chełmińskim. W Dąbrówce Królewskiej znajduje się kościół parafialny pw. św. Jakuba wzniesiony około 1300 r. W XVI wieku przejęty przez protestantów, od roku 1626 ponownie katolicki. Wybudowany w stylu gotyckim, orientowany, murowany z kamienia narzutowego uzupełnianego cegłą, górne części z cegły. Wyposażenie wnętrza głównie barokowe z przełomu XVII/XVIII wieku.
Kościół wpisany jest do rejestru zabytków NID pod nr A/360 z 13.07.1936.

## II wojna światowa
Na miejscowym cmentarzu znajduje się pomnik poświęcony pamięci około 80 żołnierzy 16 Pomorskiej Dywizji Piechoty, poległych w walce z wojskami niemieckimi 2 września 1939. Na cmentarzu znajduje się również grób poległych żołnierzy, w tym ich dowódcy, majora Ryszarda Kremky.